# Achillea roseoalba
Achillea roseoalba is een plantensoort die vooral in Europa en de gematigde delen van Azië voorkomt. De plant heeft meestal behaarde en min of meer aromatische bladeren die qua uiterlijk aan varens doen denken. De bloemen zijn geliefd bij insecten als bron voor nectar.